# Confine tra Bulgaria e Turchia
Il confine tra la Bulgaria e la Turchia ha una lunghezza di 240 km ed interessa il sud-est della Bulgaria e il nord-ovest della Turchia.

## Storia

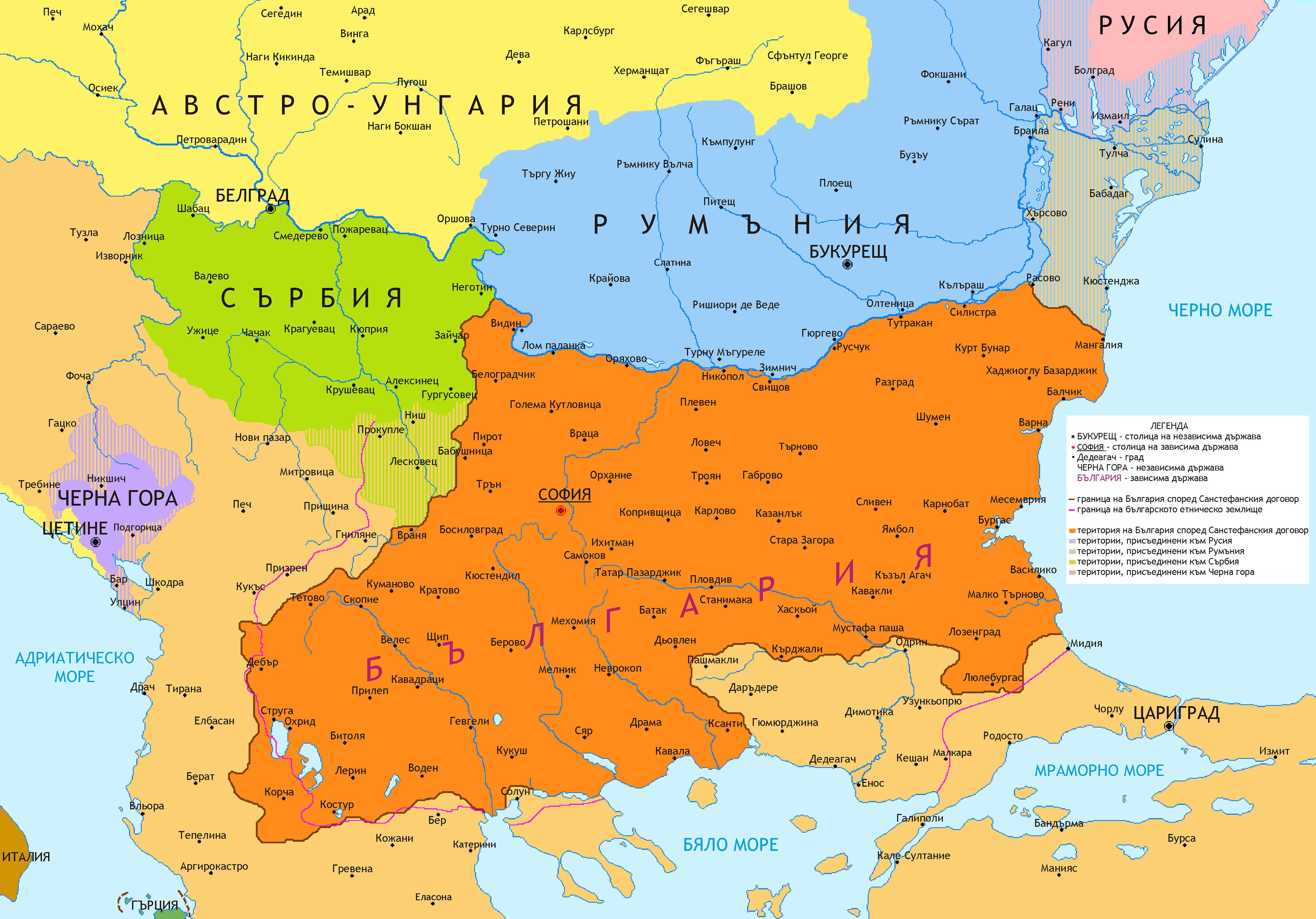
Il confine secondo il trattato di Santo Stefano

Il confine fu istituito nel 1878 dopo il riconoscimento dell'indipendenza della Bulgaria con il trattato di Santo Stefano alla fine della guerra russo-turca (1877-1878), che inizialmente andava dal confine con la Serbia a ovest, le creste montuose Rila e Stara Planina ai margini del Mar Nero a nord di Burgas. Dopo l'acquisizione da parte della Bulgaria della Rumelia orientale nel 1885, il confine fu spostato verso sud, vicino al Rodopi, e lasciando Edirne raggiunse le rive del Mar Nero a sud di Burgas. Gli attuali confini furono definiti dopo le guerre balcaniche dal trattato di Costantinopoli (1913) e dalla convenzione bulgaro-ottomana (1915). Il confine fu riaffermato dal trattato di Losanna dieci anni dopo, sebbene la Bulgaria non facesse parte di quest'ultimo trattato poiché in precedenza aveva ceduto alla Grecia quella parte del suo confine con la Turchia che era stata modificata dalla convenzione bulgaro-ottomana.

## Barriera di confine

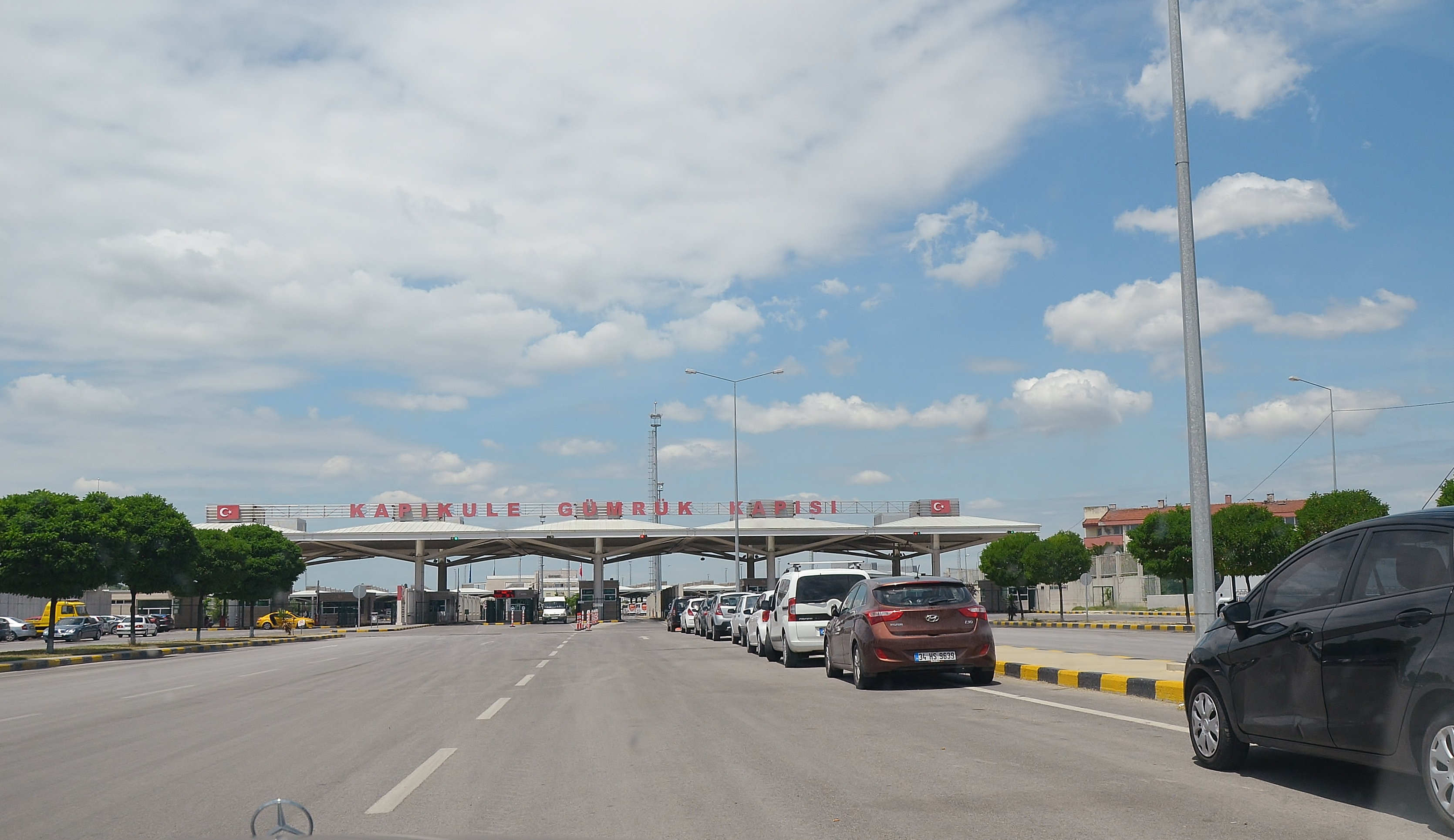
Valico di frontiera a Kapıkule

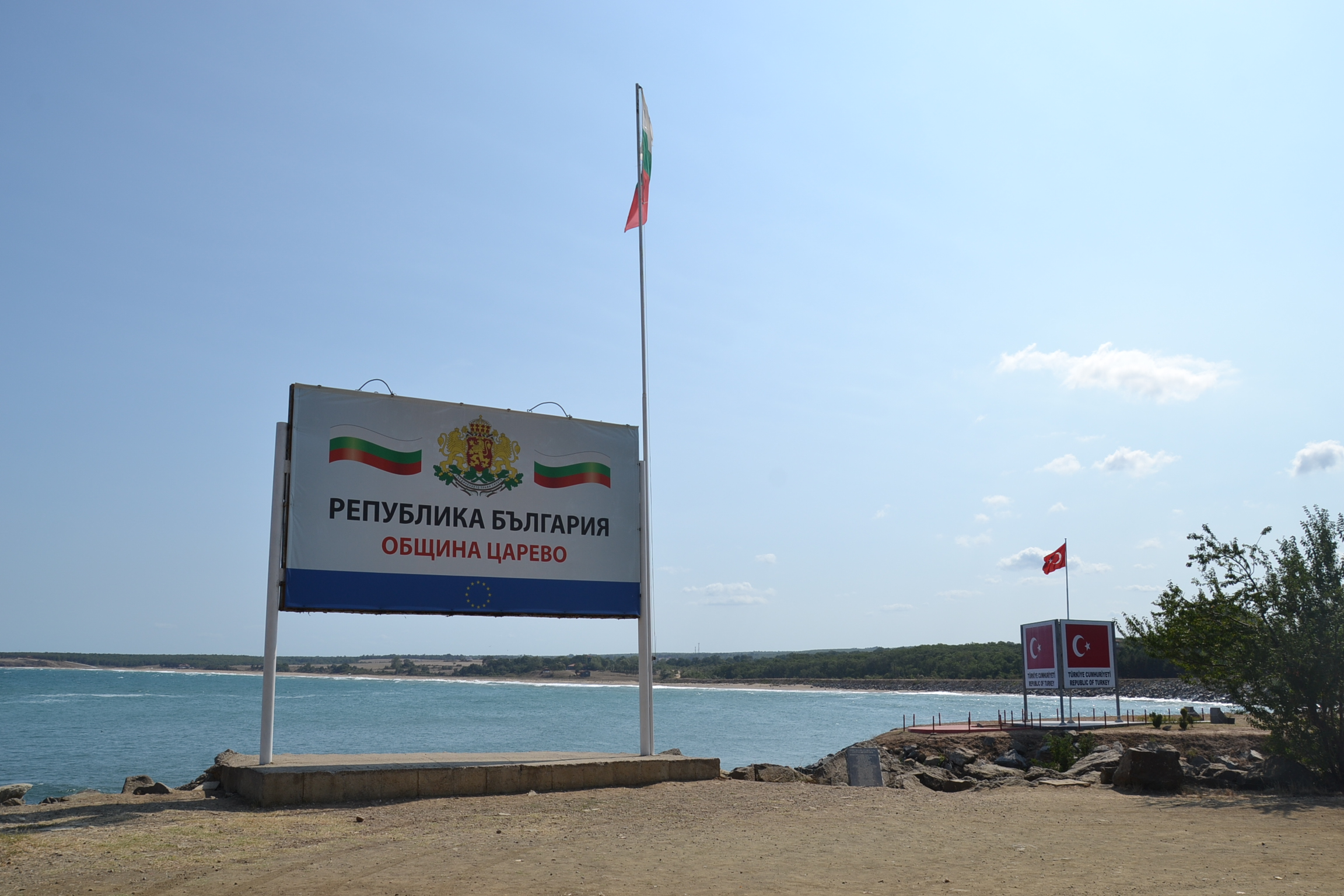
Confine bulgaro a Rezovo

In risposta alla crisi migratoria europea, la Bulgaria ha eretto una barriera di confine per fermare il flusso di attraversamenti illegali. Nel giugno del 2016 sono stati costruiti circa 146 chilometri della prevista barriera di 166 chilometri.
Nel gennaio 2014, la Bulgaria ha iniziato la costruzione di una barriera di sicurezza di 30 km lungo il confine con la Turchia per contenere un'ondata di migranti dal Medio Oriente e dal Nordafrica. Con un'altezza di 3 metri e fortificata con filo spinato, la recinzione copre la sezione meno visibile del confine tra il punto di controllo del confine di Lesovo e la città di Golyam Dervent. L'esercito bulgaro ha completato la barriera protettiva nel luglio 2014 per un costo di circa 5 milioni di euro. Come risultato della nuova barriera, i tentativi di attraversamento illegale vicino alla struttura sono diminuiti di sette volte.
All'inizio del 2015, il governo bulgaro ha annunciato un'estensione di 130 km al recinto di filo spinato per proteggere completamente il confine terrestre. L'allora primo ministro Boiko Borisov ha descritto l'estensione come "assolutamente necessaria" per impedire alle persone di entrare illegalmente nello Stato membro dell'Unione europea. Il parlamento bulgaro ha deciso di continuare la costruzione della recinzione al confine con la Turchia senza avviare una procedura di appalto pubblico a causa della necessità di salvaguardare la sicurezza nazionale. Questa sezione finale della recinzione chiude completamente il confine bulgaro con la Turchia A marzo 2016 sono stati costruiti circa 100 chilometri della barriera prevista di 166 chilometri. A giugno 2016 sono stati costruiti 146 chilometri di barriera.